# Deuterokanonske knjige
Deuterokanonske knjige su knjige koje su Katolička i Pravoslavna Crkva prihvatile kao dio Staroga zavjeta. Iako su ih u 2. i 1. stoljeću pr. Kr. prihvaćali pojedini ogranci židovstva u kojima su te knjige i nastale, a osobito oni Židovi koji su živjeli u dijaspori u krajevima gdje se govorilo grčkim jezikom. Kad su se u 1. st. po Kr. židovski vođe sastali u Jamniji prilikom konačnog uspostavljanja svojeg kanona, nisu u njega prihvatili te knjige, niti ih sada prihvaćaju, jer ih nisu smatrali dijelom Božje objave. Njihovi glavni kriteriji za prihvaćanje u službeni popis svojih svetih knjiga bio je tada taj da one moraju biti napisane isključivo hebrejskim ili aramejskim jezikom (iako su u 20. st. u Kumranu i na Masadi nađene i hebrejske verzije neprihvaćenih knjiga), i da se u njima mora spominjati Bog. Time je među Židovima konačno pobijedila palestinska struja koja se potom razvila u rabinsko židovstvo, dok je u potpunosti nestala dotad snažna aleksandrijska struja u kojoj su bili zastupljeni učeni Židovi dijaspore.
Kršćani su nastavili koristiti deuterokanonske knjige, o čemu svjedoče brojni primjeri (prema nekim stručnjacima) podsjećanja na njih u Novom zavjetu, ali i neprekinuta tradicija prepisivanja tih spisa koji su se uvijek nalazili u kodeksima skupa s ostalim biblijskim knjigama. To potvrđuju arheološki nalazi i biblijska paleografija.
Nakon Reformacije, od 16. st., deuterokanonske knjige u kanon nije uvrstila nijedna protestantska crkva.
U Deuterokanonske knjige spadaju Tobija, Judita, 1. i 2. knjiga o Makabejcima, Knjiga Sirahova i Knjiga Mudrosti, i dijelovi Knjige Baruhove, Danielove, Esterine i Jeremijino pismo. Svi su ovi spisi napisani na grčkom jeziku, iako je barem izvorna hebrejska Knjiga Sirahova nađena u cijelosti.
Pravoslavna Crkva osim ovih deuterokanonskih knjiga još priznaje i 3. knjigu o Makabejcima, Ode i Psalam 151. Postoji i 4. knjiga o Makabejcima ali nju ne priznaje ni jedna Crkva, i ne pripada među deuterokanonske knjige.

## Vanjske poveznice
| Portal:Kršćanstvo | Portal: Kršćanstvo |

### Ostali projekti
|  | Wikizvor ima izvorni tekst Deuterokanonske knjige |